# Balkhab (distrikt)
Balkhab är ett distrikt i Afghanistan. Det ligger i provinsen Sar-e Pol, i den norra delen av landet, 250 kilometer väster om huvudstaden Kabul. Administrativ huvudort är Balkhab.
Distriktet beräknades år 2022 ha cirka 59 000 invånare.